# アビー・カダビー
アビー・カダビー（Abby Cadabby）は、セサミストリートのキャラクター。

## キャラクターの詳細
4歳の女の子で10月21日生まれ、みんなからはアビーと呼ばれている妖精のマペットである。2006年8月14日にスクリーンデビューし、第37シリーズ（日本未放送）でセサミストリートに引っ越してきて、複数の住民と会った。そのデビュー当日、アビーの杖が壊れたことがあり、修理屋さんに行ってマリアに直してもらったエピソードがある。第40シリーズでは、「Abby's Flying Fairy School」（日本未放送）というCGアニメのコーナーがあった、主演はアビー・カダビーだった。シーズン49では、「アビーのワクワクアドベンチャー（Abby's Amazing Adventures）」というデジタルアニメのコーナーがアメリカで放送されており、義理の弟のルディが主演に加わった。
アビー・カダビーの名前は、魔法の言葉「アブラカタブラ」が由来である。彼女には母のマギーがいるが、実の父は離婚している。ルディの父であるフレディは、アビーの義理の父であり、ルディはアビーの義理の弟である。

## 声優
オリジナルではレスリー・カラーラ・ルドルフが演じている。なお、映像ソフト用でもアビーが登場する作品が存在するが、日本には無いどころか吹き替え版も存在しない。
- 小桜エツコ （USJ版、Youtube版、エルモのおうちで遊ぼう、U-NEXT版）

日本ではNHKがシーズン33をもって打ち切ったため、NHK教育のバリバラ〜障害者情報バラエティー〜でシーズン47の第4715話「ジュリアの紹介」が放送されるまでは、NHKでの吹き替え版は存在しなかった。

## 登場するコーナー

### 空飛ぶ妖精学校
空飛ぶ妖精学校（Abby's Flying Fairy School）とは、セサミストリートのコーナーで2009年から2013年まで放送されたCGアニメ。妖精学校に通うアビーが、そのクラスであるブロッグとゴニーガンとチームワークを組み、問題を解決して行く内容となっている。日本ではU-NEXTで配信されている「アビー・コレクション」で視聴できる。

### アビーのアドバイス
アビーのアドバイス（Abby's Advice）とは、アビーが魔法で困っている人たちを助けるコーナー。アメリカ合衆国では2020年1月15日からセサミストリート Youtube公式チャンネルで配信された。日本ではYoutubeで配信されているが、2021年11月12日よりU-NEXTで配信されている。

#### 各話リスト
| # | 邦題               | 原題                     |
| - | ------------------ | ------------------------ |
| 1 | くらやみ           | Scared of the Dark       |
| 2 | くつひも           | Tying Your Shoes         |
| 3 | はみがき           | Brushing Your Teeth      |
| 4 | おにいちゃん       | Becoming a Big Sibling   |
| 5 | きんちょうしたとき | How to Help Stage Fright |

### アビーのワクワクアドベンチャー
アビーのワクワクアドベンチャー（Abby's Amazing Adventures）とは、アビーとルディが様々な場所でいろんな仕事をするコーナー。アメリカ合衆国では2020年（シーズン49）からセサミストリートのコーナーとして放送されており、日本では2021年11月12日よりU-NEXTで配信されている。

#### 各話リスト
| #  | 邦題               | 原題                    |
| -- | ------------------ | ----------------------- |
| 1  | かがくしゃ         | Volcanologists          |
| 2  | じゅうい           | Veterinarians           |
| 3  | かぞえる           | Sheep Ranchers          |
| 4  | やさしさ           | Recycling Sorters       |
| 5  | くるま             | Race Car Drivers        |
| 6  | おかしづくり       | Cafeteria Crew          |
| 7  | かんじょう         | Choreographers          |
| 8  | ボート             | Sailors                 |
| 9  | おもちゃ           | Toy Salespeople         |
| 10 | しゃぼんだま       | Dog Groomers            |
| 11 | ものづくり         | Rollercoaster Engineers |
| 12 | かくこと           | writers                 |
| 13 | おんがく           | Musicians               |
| 14 | けんせつしゃりょう | Construction Workers    |
| 15 | ボール             | Golfers                 |
| 16 | きがえ             | Fashion Designers       |
| 17 | からだのパーツ     | Robot Builders          |
| 18 | おえかき           | Graphic Designers       |